# Antonio Munguía
Flores Antonio Munguia (Cidade do México, 27 de junho de 1942 – Cidade do México, 8 de janeiro de 2018) foi um ex-futebolista mexicano que jogava como meio-campo.

## Carreira
Antonio Munguía começou no Necaxa em 1962, depois ele se transferiu para o Cruz Azul onde jogou o resto de sua carreira. Sua posição era no meio-campo, onde ele formou com Jesús Prado e Héctor Pulido uma meio-campo excepcional.
Ele foi o autor do gol que deu o primeiro titulo do Campeonato Mexicano para o Cruz Azul na temporada 1968-1969. 
Ele também jogou na Seleção Mexicana e jogou na Copa do Mundo de 1970.

## Títulos
Necaxa
- Copa México: 1965-66

Cruz Azul
- Campeonato Mexicano: 1968-69